# 豪杰大廈
豪杰大廈（英語：Orchard Towers）是位於新加坡烏節路的一棟18層高商業大樓，於1975年落成。大樓基座的五層為酒吧和零售店，其餘部分則出租為辦公室。該處入夜後是知名的紅燈區，堪比香港的香檳大廈和富士大廈。
豪杰大廈分別在2002年及2019年發生過兩宗謀殺案。

## 外部連結

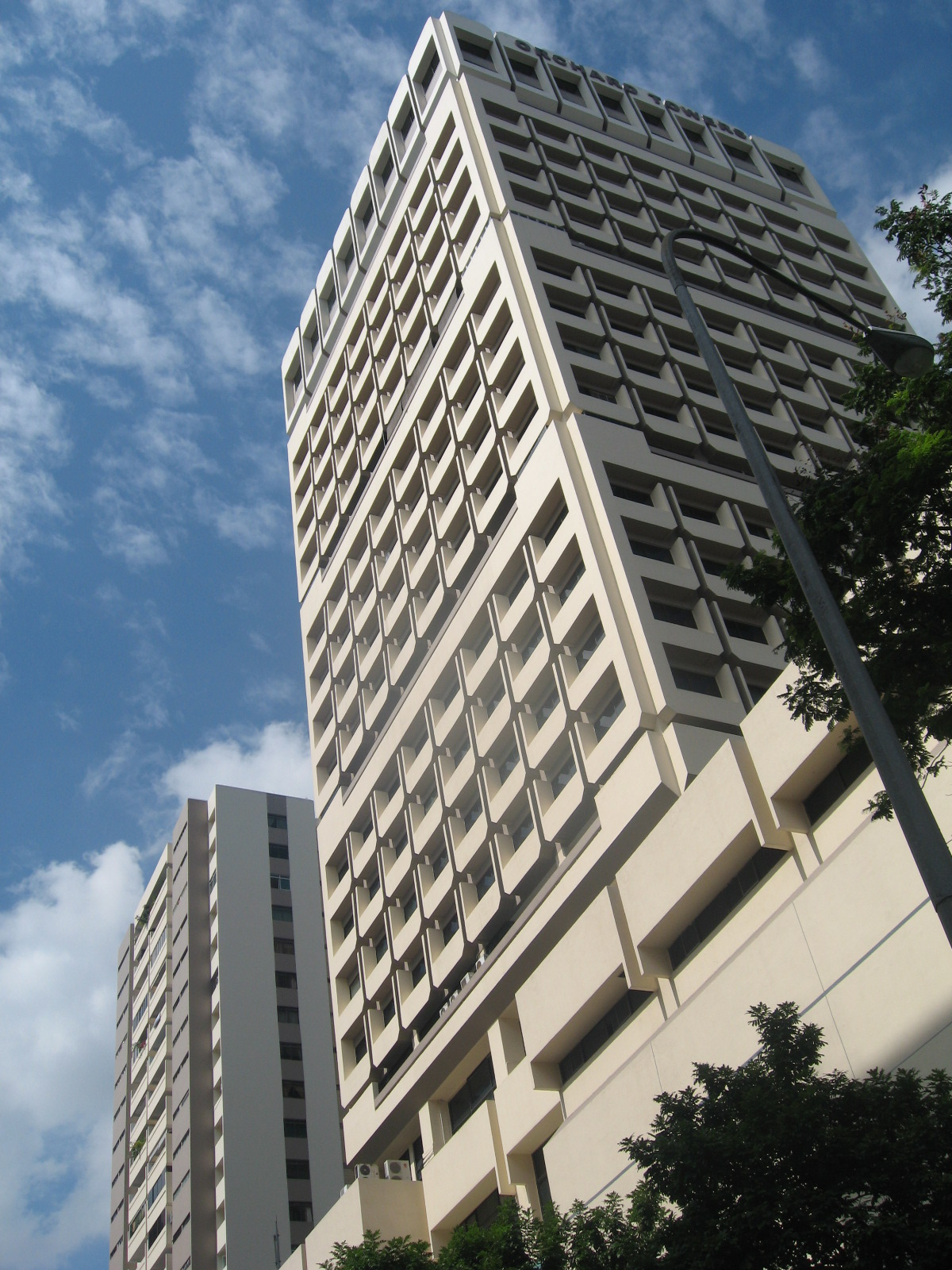

- Orchard Towers Singapore 的存檔，存档日期17 June 2011.
- Building information on SkyscraperPage.com

1°18′25″N 103°49′44.5″E / 1.30694°N 103.829028°E